# Странопријемница на слаткој води на Калемегдану
Странопријемница на слаткој води на Калемегдану била је  једна од 19 болница у средњовековној Србији. Настала је у време владавине кнеза (1389—1402) и деспота (1402—1427) Стефан Лазаревића, око 1405, године. Када је престала са радом нема поузданих података.

## Значај
Као и друге болнице настале у Србији у периоду од 12. до 17. века  и ова болница чини део културе српског народа и представља значајан историјски споменик.

## Историја
Стефан Лазаревић се сматра оснивачем прве православне болнице у Београду одмах по преузимању Београда и обнове његовог утврђења, које су Османлије разрушиле 1397. године. Болница је настала у склопу започетих  радове на развоју самог града (који су извођени до краја владавине Стефан Лазаревић ), у коју је 1405. године, Стефан пренео своју престоницу, која се до тада налазила у Крушевцу.
Према предњу Стефан Лазаревић није био само велики покровитељ уметности и културе већ и пружалац подршке и уточишта како ученим људима из Србије, тако и избеглицама из околних земаља које су заузеле Османлије. Како је био ... милостив према болеснима, поготову губавцима, многи болесници из суседних земаља долазили у Србију ... Стефан Лазаревић је за потребе ових болесника, у својој престоници, у Београду, на Калемегдану (у близини данашње капеле Свете Петке) основао болницу и неку врсту социјалне установе за самохране особе, под називом “странопријемница на слаткој води“.
У болници је као лекар једно време радио Аматус Луситамус, (1511–1568), истакнути португалски јеврејски лекар из 16. века. После преласка у Солун, у својој седмој центурији, Лустисимус је детаљно описао рад у београдској болници.
По мишљењу српских историчара (пре двега Р. Катића) ова  болница је .. служила у првом реду као склониште за смештај особа од неизлечивих болести, као и за доживотни боравак старих самохраних особа...